# Joaquim Gomes
Joaquim Gomes là một đô thị ở bang Alagoas, Brasil. Dân số năm 2004 ước tính là 20.096 người.